# Olkkala
Olkkala är en tätort (finska: taajama) i Vichtis kommun i landskapet Nyland i Finland. Vid tätortsavgränsningen den 31 december 2021 hade Olkkala 237 invånare och omfattade en landareal av 2,30 kvadratkilometer.
Olkkala gård (som störst cirka 4 500 hektar) har en ståtlig uppförd huvudbyggnad i trä från 1845. Gården innehades 1843–1918 av ätten af Hällström och är sedan 1997 åter i privat ägo, efter att ha härbärgerat en lantbruksskola 1932–1972.
Från Olkkala byggdes 1911 en smalspårig bana till Ojakkala samhälle vid Hangöbanan (15 km). Banan trafikerades fram till 1957.